# バグラーン州
バグラーン州（バグラーンしゅう、ペルシア語: بغلان）は、アフガニスタン北部の州である。面積は1万8255平方キロメートル（34州中12位）、総人口は約86万人（34州中12位）、人口密度は47人/平方キロ（34州中15位）である。州都はプリ・フムリー。バグラン県やバグラン州とも。

## 地理
バグラーン州は日本の四国とほぼ同じ大きさの州である。ヒンドゥークシュ山脈の北側にあたる。

## 歴史

### 青銅器時代・古代

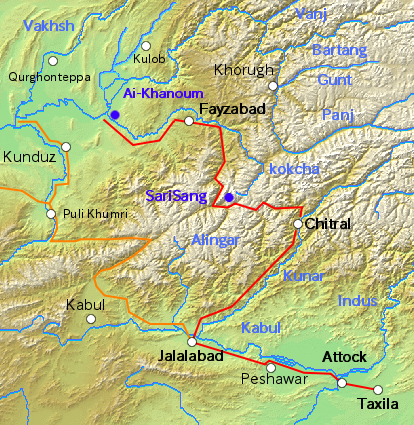
インダス川とアムダリヤ川をつなぐ古代の道路

古代のインダス文明はメソポアミア・ハラッパー路を通じて、金などの貴金属や木材をメソポタミア文明に輸出していた。ガンダーラの首都はパキスタンのタキシラにあり、ジャララバードからプレ・フムリーを経てパンジ川に達する古道は、ヒンドゥークシュ山脈を越えてアムダリヤ川に達する重要な街道の1つだった。

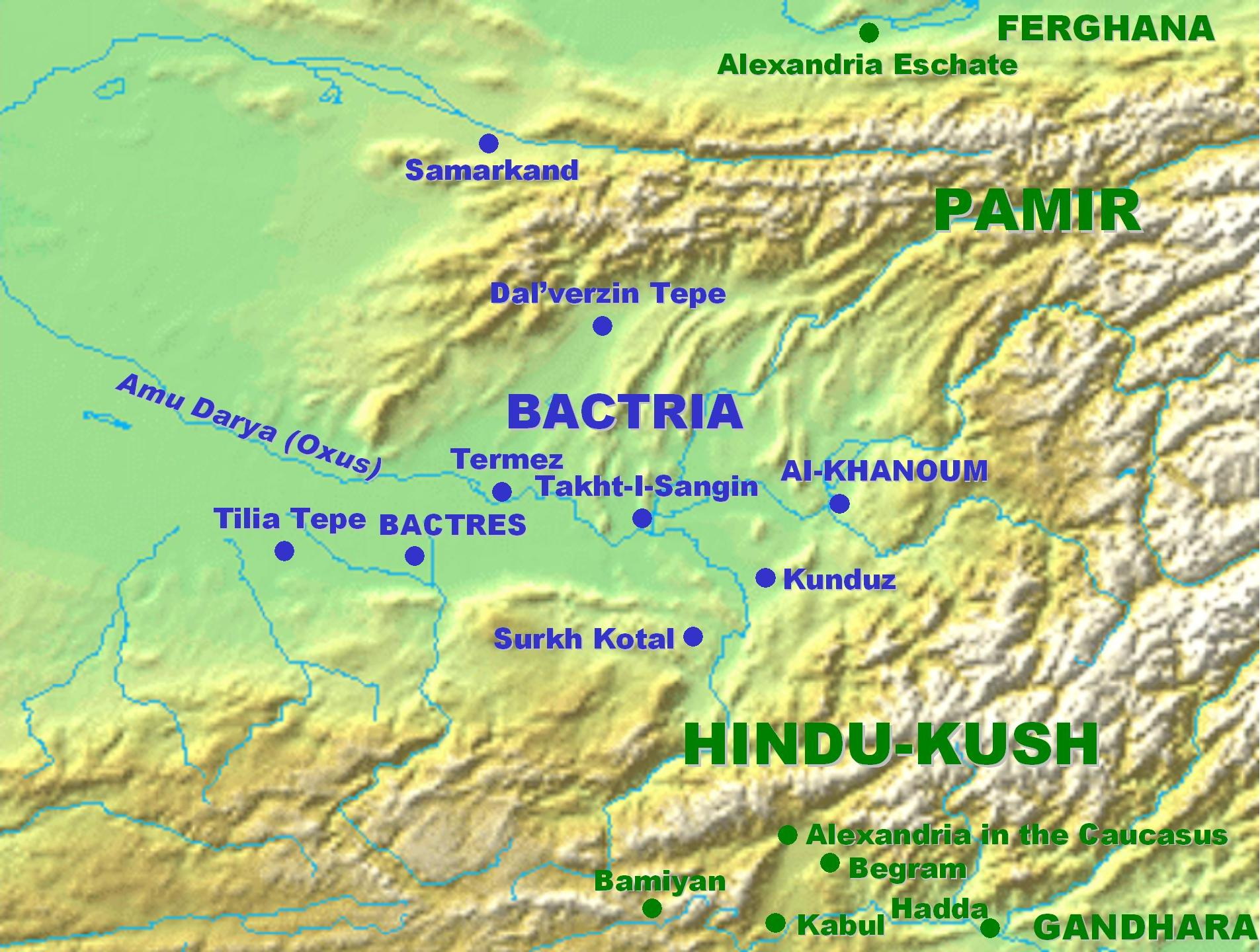
グレコ・バクトリア王国

紀元前4世紀にはアレクサンドロス3世が地域を征服し、その後グレコ・バクトリア王国やクシャーナ朝などが成立し、スルフ･コタルなどの町が出来た。
629年、玄奘三蔵がインドを目指して唐を出発し、途中でバグラーン州の近くを通過した。当時のバグラーンは縛伽浪国と呼ばれていた。

### 独立後
1921年、第三次アフガン戦争の勝利によりアフガニスタンはイギリスから独立した。1933年、国王ザーヒル・シャーが即位した。1942年、プリ・フムリの紡績工場が操業を開始した。

### 冷戦時代

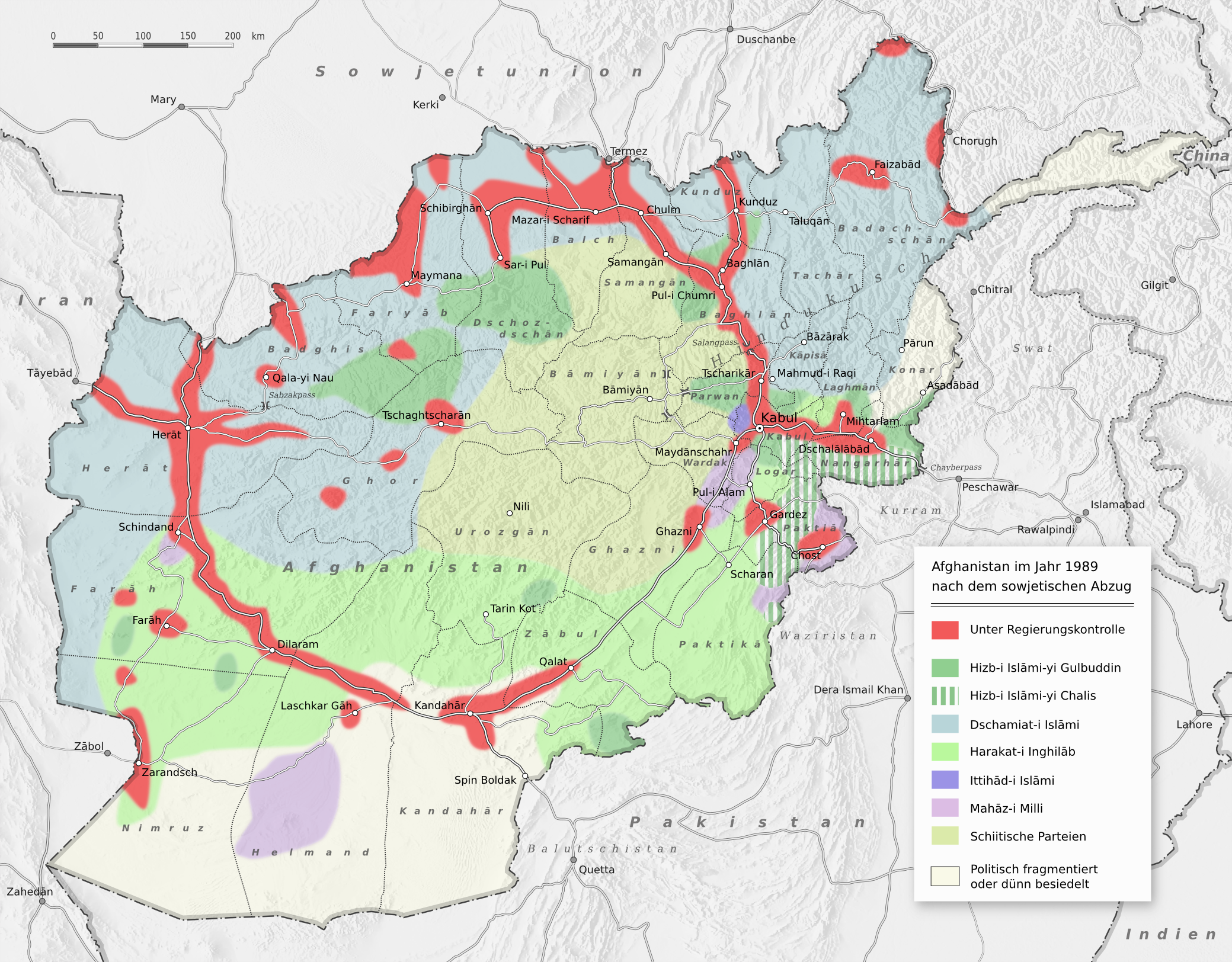
1989年のアフガニスタンの状況。赤が政府支配地、薄い青がイスラム協会、濃い緑がイスラム党、薄い緑がシーア派政党

バグラーン州は1950年頃はカタガン州の一部だったが、1958年から1964年頃に分割されてバグラーン州とプレ・フムリー州とクンドゥーズ州になった。1964年4月、バグラーン州とプレ・フムリー州が再び合併してバグラーン州になった。第二次世界大戦後、アフガニスタン首相のモハマド・ダーウド・ハーンはソビエト連邦やアメリカ合衆国の力を借りて、国内の開発を行おうとした。当初は乗り気ではなかった両国だったが、冷戦対立の下で1950年代後半から本格的な支援を始めた。バグラーン州ではソビエト連邦やチェコスロバキアなど東側陣営が重点的に支援を行い、プレフムリー・マザーリシャリーフ間の道路建設、製糖工場や植物性食用油工場の建設、炭鉱開発などが行われた。
1973年、ダウード首相のクーデータにより王政が倒され、アフガニスタン共和国が成立した。1978年、軍部のクーデターによりアフガニスタン民主共和国が成立した。ギルザイ部族連合のタラキー議長が土地改革を断行した為、ドゥッラーニー部族連合を中心とする伝統的な部族社会は激怒して内戦が勃発。アミーン議長も内戦を抑えることが出来ず、翌年にはソビエト連邦が軍事介入してアフガニスタン紛争 (1978年-1989年)が始まった。ムジャーヒディーンはパンジシール渓谷などでゲリラ活動を行ったが、戦費調達のための強制的な課税により住民に不満が高まった。ハザーラ人で地元のイスマーイール派教団の指導者であるサイイド・マンスール・ナーディリーは武装信徒を率いて、パシュトゥーン人やタジク人を主体とするムジャーヒディーンと一線を画した。1982年、ソビエト連邦はバグラーン州南部にカヤン軍事地域を設立し、イスマーイール派教団に地域を委ねた。またソビエト連邦はキリガイに国内最大級の補給基地・戦車修理工場を建設した。1984年、ナーリン郡には政府軍の第20歩兵師団が展開していた。しかし政府軍の兵力は少なく、実質的には旅団または大隊規模で、少数の装甲車（BTR-152とBTR-60）と民間から徴用したトラックで構成されていた。1988年、共産党政権はジョウズジャーン州のラシッド・ドスタムにウズベク人民兵隊を組織させて、幹線道路を守らせた。バグラーン州ではサイイド・マンスールを上院議員に任命して、武装信徒1万3000人を味方につけた。

### 冷戦終結後
1989年にソ連軍がアフガニスタンから撤退してもカーブルの共産党政権はなんとか持ちこたえていたが、1991年にソビエト連邦が崩壊すると民兵の間に動揺が走った。1992年、サイイド・マンスールは共産党政権を裏切ってラシッド・ドスタムと共に自立し、カーブルの共産党政権を倒したがすぐに内戦が始まった。1994年3月、イスラム協会軍がカーブルとタジキスタンの間の輸送路を確保するためにバグラーン州に侵攻して、ヒンジャーン郡やドーシー郡を占領した。イスマーイール派教団は、1995年から1996年頃にバグラーンからプレ・フムリーに州都を移した。1998年8月、ターリバーンはラシッド・ドスタムの根拠地であるマザーリ・シャリーフを陥落させ、パンジシール渓谷を包囲するためにバグラーン州に侵攻して、州都プレ・フムリーを占領した。

### アメリカ同時多発テロ事件以降
バグラーン州では2002年から2012年までの約10年間で、3回の中規模地震が発生している。2002年3月のアフガニスタン北部地震（Mw6.1）では、ナフリーン郡の1500戸が全半壊して1000人以上が死亡し、数百人が負傷した。

### 第一回大統領選挙後
2004年10月、第一回の大統領選挙が実施され、バグラーン州ではユーヌス・カーヌーニー（約39％）が最多得票を得た。同月、地方復興チーム（PRT）としてオランダ軍が州都に展開した。2005年5月、国際治安支援部隊（ISAF）がアフガニスタン東部で活動を開始した。9月、第一回の下院選挙が行われた。2006年10月、バグラーン州の担当が交代となり、オランダ軍に代わってハンガリー国防軍が州都に展開した。2007年11月、砂糖工場の式典で自爆テロがあり、下院議員など数十人の市民が死亡した。

### 第二回大統領選挙後
2009年8月、第二回の大統領選挙が実施された。バグラーン州ではアブドラ・アブドラ元外相が最多得票（約57％）を得た。2010年3月、バグラーニ・ジャディード郡でヒズベ・イスラミ・ヘクマティアル派（HIG）の部隊がターリバーンと交戦した。HIGはターリバーンと同盟関係にあり、2009年にはクンドゥーズ州の７郡中5郡を紛争状態に陥れ、バグラーン州ではバグラーニ・ジャディード郡とブルカ郡を共同支配していた。しかし同盟は決裂し、戦闘に敗北したHIG部隊はアフガニスタン政府に降伏した。HIGはチェチェンやウズベキスタン、タジキスタンなどから兵士を集めており、アフガニスタン北部に3000～4000人の兵力がある。またアルカーイダに訓練されたサウジアラビアやイエメンの兵士も居る。降伏した部隊の指揮官は元は裕福なビジネスマンで、西洋の攻撃や猥褻な文化や民主主義の押し付けに反発して闘争に加わった。9月、第二回の下院選挙と州議会選挙が行われたが、戦争は更に激しくなりISAFや民間人の死傷者が急増した。2012年6月、州の北部で連続して地震が発生し地すべりにより多数の死傷者が出た。2013年7月、ディ・サラー郡で地元のイスラム教の司祭が女性外出禁止令・化粧品禁止令（ファトワー）を布告し、布告を実行しようとした市長が化粧品店の店主に射殺されるという事件が起きた。

### 第三回大統領選挙後
2014年4月、第三回の大統領選挙が実施され、バグラーン州ではアブドラ・アブドラ元外相が最多得票（約60％）を得た。12月、ISAFが終了し多国籍軍は確固たる支援任務に移行し、治安はアフガニスタン軍や警察が独力で維持することになった。
2015年6月、ターリバーンがバグラーニ・ジャディード郡のアリ・ハジャ基地（Ali Khaja）を包囲した。10月、近隣でクンドゥーズの戦いが起きた。政府軍は陸路や空路で増援を送ったが、陸路で向かったアフガニスタン軍の増援部隊800人は州北部のバグラーニ・ジャディード郡（Baghlan-i-Jadid）でターリバーンの待ち伏せ攻撃にあい、地雷処理のために到着が遅れた。同月、アメリカ合衆国のバラク・オバマ大統領はアメリカ軍の完全撤退を断念した。
2016年2月、ターリバーンは州都の近くのシャハブッディン（Dand-e-Shahabuddin）で送電線を切断した。アフガニスタンはウズベキスタンなどから電力を購入しており、送電線の切断によりカーブルで必要な電力の半分が停止し、首都の経済活動に大きな支障が出た。治安軍はシャハブッディンのターリバーンを2017年以降も一掃することが出来ず、シャハブッディンはターリバーンが高速道路などを攻撃する拠点になった。7月、ターリバーンと治安軍は激しい戦闘を続けた。治安軍は高速道路や主要な道路は確保できているものの損害が大きく、支配領域を拡大する余裕はなかった。8月、ダハネ・ゴリ郡がターリバーンに占領された。
2017年1月、ターリバーンが州南部のタラ・ワ・バルファク郡（Tala Wa Barfak）で炭鉱労働者を殺害した。3月、ターリバーンはバグラーニ・ジャディード郡のマンガラ基地（Mangalha）とアラーヴッディン基地（Alavuddin）を１か月包囲した。同月、ターリバーンがタラ・ワ・バルファク郡を占領した。治安軍はすぐさま反撃したがターリバーンが住宅地に逃げ込んだ為、多くの住宅が破壊された。4月、アメリカ軍の急襲部隊がターリバーンの影の州知事を殺害した。同月、ターリバーンが州都プレフムリーの北地区（PD1）を攻撃し、市民に犠牲者が出た。同月、ターリバーンはバグラーン・クンドゥーズ間の高速道路を封鎖して、民間人を殺害した。5月、ターリバーンは州都の東にあるブルカ郡（Burka）を攻撃した。7月にもターリバーンは高速道路で石油タンカーを破壊した。同月、治安軍はバグラーニ・ジャディード郡のターリバーンを一掃した。8月、ターリバーンは高速道路を使って州都の南にあるドーシー郡（Doshi）に侵攻したが、特殊部隊に撃退された。同月、アメリカ合衆国のドナルド・トランプ大統領は状況の悪化を防ぐために増派を決定した。10月、アフガニスタン政府の支配地域は407郡中231郡（57％）にすぎないことが判明した。政府とターリバーンは122郡（30％）の支配を争っており、ターリバーンが54郡（13％）を支配していることが分かった。ターリバーンの支配地域は2015年11月から2017年8月の間に倍増しており、紛争地域も1.4倍増加した。ウルズガーン州（7郡中5郡）やクンドゥーズ州（7郡中5郡）、ヘルマンド州（14郡中9郡）はほぼターリバーンに支配されていた。
2018年5月、ターリバーンが州南部のタラ・ワ・バルファク郡を占領した。8月、ターリバーンがバグラニ・ジャディード郡のアッラーフッディン基地（Allahuddin）を攻撃し、治安軍に大きな被害が出た。10月、延期されていた第三回の下院議会選挙が行われた。2018年の調査によると、州政府に満足している住民は約5割で、かつては自立に前向きだった女性も自信を失っていた。治安上の理由で約6割の住民が投票に行くのは怖いと感じており、住民感情が国内最悪の水準に低下した。11月、州内は14郡中1郡がターリバーンに支配されており、全ての郡が紛争状態にあった。アフガニスタン軍と多国籍軍は合同で州都の西にあるダハネ・ゴリ郡（Dahana-e-Ghori）を攻撃した。ダハネ・ゴリ郡は2016年にターリバーンに占領されており、住民の陳情にもかかわらず放置されてきた。
2019年２月、バグラニ・ジャディード郡で警察の検問がターリバーンに襲われ、多数の警官が殺害された。5月、州都プレ・フムリーの警察本部が自動車爆弾で攻撃された後、襲撃を受け多数の警官が死傷した。6月、ターリバーンは州都の東にあるナーリン郡（Nahrin）で警察の反乱鎮圧部隊を攻撃し、多数を殺害した。7月、州の東端の山岳地帯にあるゴザルガ・ヘ・ヌール郡（Gozargah-e-Noor）でパトロール中の警察のハンヴィーがIEDで攻撃された。

### 第四回大統領選挙後
2019年9月、第四回の大統領選挙が実施された。同月、クンドゥーズ市を襲撃したターリバーンがバグラン・クンドゥーズ間の高速で戦闘を継続し、戦闘や空爆の巻き添えで市民に被害が出て、排除するまでに12日間を要した。10月、治安軍はアフガニスタン北部で大規模な作戦を実施し、シャハブッディンなどを攻撃した。同月、ヒズベ・イスラミ・ヘクマティアル派の地元指揮官が私的な金銭トラブルで隣人を殺害した。
2021年1月、プレ・フムリー市の高速道路にターリバーンが検問所を作り、数ヶ月に渡って通行車両から通行料を巻き上げていることが分かった。市内には複数の政府軍基地が存在するが、軍はターリバーンを放置していた。
8月10日、ターリバーンは州都プレ・フムリーを占領した。一説によると州都を守備していたアフガニスタン軍は戦わずに撤退したと言う。

## 行政区分
1市14郡を擁する。
- 北部

バグラーン州の郡

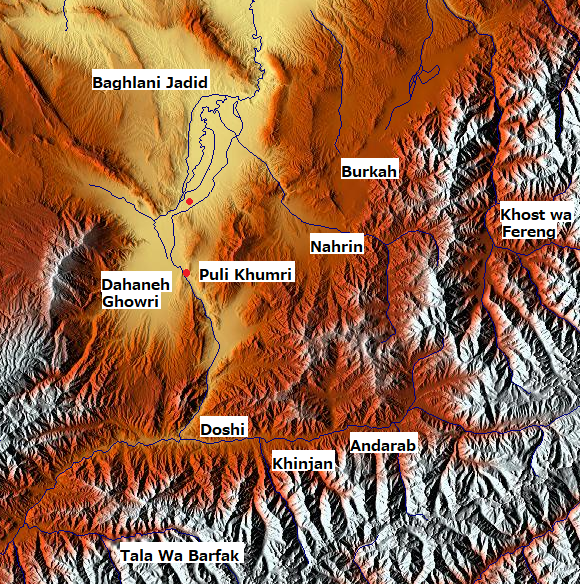
バグラーン州の地形と郡

- Baghlani Jadid 郡 - バグラーン（英語版）、別名 Baghlan-e-Markazi[77]
- Dahana i Ghuri 郡
- Puli Khumri- 州都プレ・フムリー
- Burka 郡
- Nahrin 郡（ナフリーン郡）
- Khost wa Fereng 郡
  - Farang Wa Gharu 郡
  - Guzargahi Nur 郡

- 南部
- Dushi 郡（ドーシー郡）
- Khinjan 郡（ヒンジャーン郡）
- Andarab 郡
  - Puli Hisar 郡
  - Khwaja Hijran 郡
  - Dih Salah 郡
- Tala wa Barfak 郡

### 都市
| 順位 | 都市名             | 人口        |
| ---- | ------------------ | ----------- |
| 1    | カーブル           | 約367.8万人 |
| 2    | ヘラート           | 約47.7万人  |
| 3    | カンダハール       | 約43.5万人  |
| 4    | マザーリシャリーフ | 約40.2万人  |
| 5    | ジャララバード     | 約22.6万人  |
| 6    | クンドゥーズ       | 約15.7万人  |
| 7    | プレ・フムリー     | 約10.8万人  |
| 8    | マイマナ           | 約8.4万人   |
| 9    | シェベルガーン     | 約8.2万人   |
| 10   | タールカーン       | 約7.4万人   |
| 11   | バグラーン         | 約6.9万人   |

バグラーン州ではプレ・フムリー市と周辺（約20万人）やバグラーン郡（約17万人）、ナフリーン郡やドーシー郡（約7万人）などに多くの住民が居る。人口1万人以上の都市はプレ・フムリー市（約10万人）とバグラーン市（約7万人）である。プレ・フムリー市はアフガニスタンの中では十指に入る都市であり、バグラーン市と合わせるとアフガニスタンの中では比較的に都市住民が多い州であると言える。

## 産業

### 農業
| 種類             | 生産量       | 順位 |
| ---------------- | ------------ | ---- |
| 小麦             | 24万4000トン | 9位  |
| 米               | 11万2206トン | 1位  |
| 大麦             | 1万7928トン  | 10位 |
| とうもろこし     | 9046トン     | 15位 |
| 綿花             | 2298トン     | 5位  |
| アーモンド       | 1274トン     | 3位  |
| りんご           | 120トン      | 13位 |
| 桃               | 95トン       | 7位  |
| グレープフルーツ | 56トン       | 22位 |
| ザクロ           | 12トン       | 20位 |

バグラーン州は米（34州中1位）やアーモンド（34州中3位）、綿花（34州中5位）の生産が全国的に見ても盛んで、桃（34州中7位）もかなり生産されている。

### 鉱業
バグラーン州にはタラ・バルファク炭鉱（Tala Barfak Mines）などの炭鉱がある。タラ・バルファク炭鉱を採掘しているのは国営のNorth Coal Enterprise（北部炭鉱会社、NCE）である。NCEの本社はバグラーン州にあり、サマンガーン州のShabashak炭鉱とDan e Tor炭鉱（Hajigak）も所有している。

## 災害・事件
- 2014年、5月に地すべりにより約300人が死亡・行方不明になったほか、翌6月には土石流、鉄砲水により70人以上が死亡・行方不明となった[82]。

## 主な出身者
- サイイド・マンスール・ナーディリー
- サイイド・ジャアファル・ナーディリー